# Korçë
Korçe là một thành phố và bashki của Anbani, trung tâm của hạt Korçë. Nó được thành lập năm 2015 trong cuộc cải cách chính quyền địa phương, hợp nhất các bashki cũ Drenovë, Korçë, Lekas, Mollaj, Qendër Bulgarec, Vithkuq, Voskop và Voskopojë. Tổng dân số là 75.994 người (thống kê 2011), trên tổng diện tích 805,99 km2 (311,19 dặm vuông Anh). Đây là thành phố lớn thứ sáu tại Anbani. Nó nằm trên một cao nguyên cao khoảng 850 m (2.789 ft) trên mực nước biển, và được vây quanh bởi dãy Morava.